# Muzeul de Etnografie și Artă Populară Baia Mare
Muzeul Județean de Etnografie și Artă Populară Maramureș este o instituție publică de cultură care funcționează sub autoritatea Consiliului Județean Maramureș și este amplasat în Baia Mare, Str. Dealul Florilor nr. 1. Muzeul funcționează în actuala clădire din 1971. Expoziția pavilionară de etnografie și artă populară are trei părți distincte, în care sunt prezentate: ocupațiile tradiționale principale și secundare, meșteșuguri și instalații tehnice, obiecte aparținând artei populare, ceramică, mobilier, obiecte de uz casnic, elemente de arhitectură populară, port și textile de interior, din cele patru zone etnografice ale județului (Chioar, Codru, Lăpuș, Maramureș).  Muzeul Satului, inaugurat în 1984 în peisajul pitoresc de pe Dealul Florilor (6 ha), cuprinde monumente din cele patru zone etnografice ale județului Maramureș grupate în jurul Bisericii de lemn adusă din Chechiș.
Ansamblul muzeului este declarată monument istoric, având codul MM-II-a-A-04433.

## Istoric
În anul 1899 a luat ființă în Baia Mare Asociația Muzeală Băimăreană ai cărei membri au donat obiecte ce urmau a constitui primele colecții ale muzeului. Aprobarea de înființare a unei secții de etnografie și artă populară a venit abia în 1964. Activitatea științifică în organizarea colecțiilor muzeale a început în 1968, prin aranjamente expoziționale, cercetare sistematică a fenomenelor culturii materiale și achiziții, astfel încât patrimoniul muzeal numără, în prezent, peste 7.000 de piese, unele dintre ele având o valoare de tezaur. Muzeul a fost structurat pe o secție pavilionară (prin tematica elaborată de Janeta Ciocan) și o secție în aer liber (Sabin Șainelic). Secția pavilionară a fost amenajată în clădirea fostului Teatru de Vară (într-un spațiu expozițional de 500 mp) și inaugurată la 1 iulie 1978. Muzeul Satului a fost amenajat în apropiere, pe Dealul Florilor, pe o suprafață de 12 ha și a fost inaugurat în 1984.

## Secția pavilionară
Secția pavilionară cuprinde tezaurul creației populare materiale din cele patru zone etnografice ale județului: Maramureșul istoric, Chioar, Lăpuș și Codru. În prima sală sunt expuse obiecte ce reprezintă ocupațiile de bază, agricultura și creșterea animalelor, precum și albinăritul, culesul din natură, vânătoarea și pescuitul. În a doua sală sunt prezentate instalațiile tehnice și trei dintre cele mai importante meșteșuguri: fierăritul, dulgheritul și tâmplăria. Sala a treia este dedicată olăritului, colecția de ceramică (cuprinde piese din sec. XIX) și obiecte de cult (icoane pe lemn - sec. XVII și icoane pe sticlă). Sala a patra expune portul popular și textile de interior.

## Secția în aer liber
În Muzeul Satului sunt expuse, de asemenea, gospodării din toate cele patru zone etnografice, fiecare casă fiind înconjurată de construcții cu caracter economic. Muzeul s-a dezvoltat în jurul unei biserici de lemn ce provine din satul Chechiș (com. Dumbrăvița), localitate ce a aparținut de domeniul Baia Mare (cf. atestărilor documentare din 1566). Biserica este amplasată în această locație (Dealul Florilor - Baia Mare) din anul 1939, fiind datată 1630. Ultimele lucrări de restaurare au fost executate în 1990, iar în 1998 a fost sfințită cu hramul Sf. Mucenic Gheorghe. Construcția este compusă din pridvor, pronaos, naos și altar; a fost construită din lemn de stejar având dimensiuni relativ mici (12,45 m x 4,5 m). Învelitoarea este realizată din șindrilă de brad cu cioc.
Printre monumentele de arhitectură populară achiziționate se numără casa din Cărpiniș (1758), casa Giulești (1794), gospodăria Borșa (1795), Berbești (1806), Prislop (1811), găbănașul din Chechiș (1794).
Casa Petrova este datată la mijlocul sec. al XIX-lea. Din punct de vedere arhitectonic, este o construcție tipică perioadei respective pentru păturile înstărite ale populației din zonă. Aici s-a născut cel care a pus bazele școlii românești de stomatologie (prin înființarea Facultății de stomatologie din Cluj), dr. Gheorghe Bilașcu.